# Сухов 2-й
Сухов 2-й — хутор в составе городского округа город Михайловка Волгоградской области.
Население — 1379 (2010) человек.

## История
Хутор Сухов 2-й относился к юрту станицы Арчадинской Усть-Медведицкого округа Земли Войска Донского (с 1870 — Область Войска Донского). В 1859 году на хуторе проживало 60 мужчин и 94 женщины. Несмотря на открытие в 1871 году в непосредственной близости от хутора станции Раковка Грязе-Царицынской железной дороги в XIX веке население хутора росло очень медленно. Согласно переписи населения 1897 года на хуторе проживало 85 мужчин и 70 женщин, из них грамотных: мужчин — 30, женщин — 1.
Быстрый рост населения начался только в XX веке. Согласно алфавитному списку населённых мест Области Войска Донского 1915 года на хуторе имелось хуторское правление, старообрядческий молельный дом, проживало 356 мужчин и 344 женщины, земельный надел составлял 2362 десятины.
В 1928 году хутор Сухов 2-й включён в состав Михайловского района Хопёрского округа (упразднён в 1930 году) Нижне-Волжского края (с 1934 года — Сталинградский край). Хутор входил в Раковский сельсовет. В 1935 году в составе Сталинградского края был образован Раковский район с центром в хуторе Сухов 2-й. В 1938 году изменилось наименование административного центра: хутор Сухов 2-й – хутор Раковка. В 1955 году Раковский район был упразднён, Раковский сельсовет передан в состав Михайловского района. После передачи в состав Михайловского района населённый пункт в учётных данных вновь значится как хутор Сухов 2-й. Дату обратного переименования установить не удалось (не позднее 1964 года).
В 2012 году хутор включён в состав городского округа город Михайловка

## География
Хутор расположен в степи, в пределах Приволжской возвышенности, на водоразделе, разделяющем вершины балок Кузьмина и Раковка, по обе стороны железнодорожного полотна ветки Волгоград I - Поворино. Высота центра населённого пункта около 160 метров над уровнем моря. Почвы — чернозёмы южные.
По автомобильным дорогам расстояние до административного центра городского округа города Михайловки — 36 км, до областного центра города Волгограда — 180 км. Ближайшие населённые пункты: хутор Черёмухов расположен в 9,5 к северо-востоку, хутор Глинище - в 12 км к северу, хутор Сухов 1-й - в 17 к юго-западу,. На хуторе расположена станция Раковка Приволжской железной дороги.
Климат
Климат умеренный континентальный (согласно классификации климатов Кёппена — Dfa). Многолетняя норма осадков — 420 мм. Наибольшее количество осадков выпадает в июне — 49 мм, наименьшее в феврале и марте — по 23 мм. Среднегодовая температура положительная и составляет + 6,8 °С, средняя температура самого холодного месяца января −9,1 °С, самого жаркого месяца июля +22,2 °С.
Часовой пояс
Сухов 2-й, как и вся Волгоградская область, находится в часовой зоне МСК (московское время). Смещение применяемого времени относительно UTC составляет +3:00.

## Население
Динамика численности населения по годам:
| 1859 | 1873 | 1897 | 1915 | 1939 | 1987  |
| ---- | ---- | ---- | ---- | ---- | ----- |
| 154  | 185  | 155  | 700  | 2388 | ≈1800 |

| 2010 |
| ---- |
| 1379 |